# Echyra stigmatopyga
Echyra stigmatopyga är en skalbagge som beskrevs 1901 av Leon Fairmaire. Arten ingår i släktet Echyra och familjen Melolonthidae. Skalbaggen är endemisk för Madagaskar och det finns inga underarter listade i Catalogue of Life.